# Antyfertylizyna
Antyfertylizyna (anty + gr. fertós ‘znośny’, lýsis ‘rozwiązanie’) – wydzielina występująca na powierzchni główki plemnika, która reaguje ze znajdującą się na powierzchni komórki jajowej, swoiście dopasowaną przestrzennie fertylizyną, w wyniku czego możliwe jest zapłodnienie plemnikami wyłącznie własnego gatunku.